# Большой Козьял
Большой Козьял — река в России, протекает в Свердловской области. Берёт начало к северу от посёлка Вогулка. Устье реки находится в 295 км по левому берегу реки Сылва, к востоку от посёлка городского типа Шаля. Длина реки составляет 20 км.
В 4,9 км от устья по правому берегу впадает река Малый Козьял.

## Данные водного реестра
По данным государственного водного реестра России относится к Камскому бассейновому округу, водохозяйственный участок реки — Сылва от истока и до устья, речной подбассейн реки — Кама до Куйбышевского водохранилища (без бассейнов рек Белой и Вятки). Речной бассейн реки — Кама.
Код объекта в государственном водном реестре — 10010100812111100012449.